# Kenneth Gaudet
Kenneth Gaudet (4 de noviembre de 2004) es un deportista estadounidense que compite en natación sincronizada. 
Ganó dos medallas en el Campeonato Mundial de Natación de 2023, plata en solo técnico y bronce en solo librea Además, obtuvo una medalla de oro en los Juegos Panamericanos Júnior de 2021, en la prueba dúo mixto.

## Palmarés internacional
| Campeonato Mundial | Campeonato Mundial | Campeonato Mundial | Campeonato Mundial |
| Año                | Lugar              | Medalla            | Prueba             |
| ------------------ | ------------------ | ------------------ | ------------------ |
| 2023               | Fukuoka (Japón)    | Medalla de plata   | Solo técnico       |
| 2023               | Fukuoka (Japón)    | Medalla de bronce  | Solo libre         |